# ویلیام لاریمر، جونیور.
ویلیام لاریمر، جی‌آر. (۲۴ اکتبر ۱۸۰۹- ۱۶ می ۱۸۷۵) یک سناتور ایالت کانزاس بود و به عنوان مؤسس دنور، کلورادو در ۱۸۵۸ معروف است. لاریمر در شهر وستمورلند پنسیلوانیا متولد شد. وی در دههٔ ۱۸۵۰ یک دلال زمین در ایالت کانزاس بود و به همراه همسر و نه فرزندش در لاوینوورث زندگی می‌کرد. او از ۱۸۶۷ تا ۱۸۷۰ سناتور ایالت کانزاس بود و پس از بازنشست شدن، به مزرعهٔ خانوادگی خود در لاوینوورث کانزاس برگشت و در ۱۸۷۵ در همان جا از دنیا رفت.